# Neues vom Räuber Hotzenplotz
Neues vom Räuber Hotzenplotz ist ein deutscher Kinderfilm aus dem Jahr 1979. Der Film basiert auf dem Buch Neues vom Räuber Hotzenplotz von Otfried Preußler. Zugleich handelt es sich um die Fortsetzung des Filmes Der Räuber Hotzenplotz aus dem Jahre 1974.
Die Deutsche Film- und Medienbewertung FBW in Wiesbaden verlieh dem Film das Prädikat wertvoll.

## Handlung
Nach seiner Gefangennahme kann der im Spritzenhaus der Feuerwehr eingesperrte Räuber Hotzenplotz mit einer vorgetäuschten Krankheit (Blinddarmverrenkung) den inzwischen zum Oberwachtmeister beförderten Dimpfelmoser zum Aufsperren des Spritzenhauses bewegen, ihn niederschlagen, sich seiner Polizeiuniform annehmen und entkommen. Als Dimpfelmoser verkleidet stattet Hotzenplotz Kasperls Großmutter einen Besuch ab und isst sich bei ihr an Bratwurst und Sauerkraut satt. Kasperl und Seppel befreien Dimpfelmoser aus dem Spritzenhaus und versuchen den Räuber mit Hilfe einer fingierten Schatzkarte wieder ins Spritzenhaus zu locken, doch Hotzenplotz hat die beiden bei seinem Verdauungsschlaf belauscht. Kasperl, Seppel und Dimpfelmoser werden im Spritzenhaus eingesperrt. Sie können sich zwar befreien, aber in der Zwischenzeit hat Hotzenplotz (der vorgibt, Dimpfelmoser zu sein) die Großmutter entführt, um Lösegeld zu erpressen, Hotzenplotz lässt Kasperl und Seppel ein Erpresserschreiben in einer Eistüte zukommen. Oberwachtmeister Dimpfelmoser stimmt einer Lösegeldübergabe zu, und alles mit Hilfe einer Kristallkugel der Wahrsagerin Witwe Schlotterbeck zu überwachen, die im Übrigen auch einen in ein Krokodil verwandelten Langhaardackel namens Wasti besitzt.
Kasperl und Seppel dringen in die Räuberhöhle ein um Großmutter zu befreien, doch Hotzenplotz kommt ihnen zuvor, kettet die beiden an, und will nun für alle Drei Lösegeld verlangen. Als der Räuber sich kurz darauf eine Schwammerlsuppe zubereiten lässt, reden die drei ihm ein, dass unter den dafür verwendeten Rotkappen auch Knallpilze gewesen sein müssen, die einen unweigerlich von innen zerreißen. Einziges Gegenmittel sei, sich einen dicken Strick um den Bauch zu wickeln. Daraufhin lässt sich Hotzenplotz von den dreien fesseln, Kasperl, Seppel und Großmutter entkommen aus der Räuberhöhle, dann taucht Dimpfelmoser mit der Witwe Schlotterbeck und einer Polizeieskorte in Schlepptau auf, als der inzwischen wieder von den Fesseln befreite Hotzenplotz die Polizei kommen hört, verkleidet er sich wieder als Polizist und mischt sich unter die anderen Polizisten die die Räuberhöhle durchsuchen, unter dem Vorwand das Feuerwehrauto aus dem Spritzenhaus richtig zu parken, will Hotzenplotz sich aus dem Staub machen, doch Kasperl und Seppel bemerken dieses und verfolgen Hotzenplotz gemeinsam mit Dimpfelmoser durch den Wald und durch die Stadt, nach einer wilden Verfolgungsjagd brettert Hotzenplotz mitten ins städtische Gefängnis und ist somit wieder hinter Schloss und Riegel. Dimpfelmoser bedankt sich bei Kasperl und Seppel, und Hotzenplotz droht „Wartet nur bis ich erst wieder draußen bin, einen Räuber Hotzenplotz sperrt man nicht ungestraft ein!“.